# Peter Pais
Peter Pais (* 13. Juli 1962 in Budapest) ist ein ehemaliger ungarischer Radrennfahrer und nationaler Meister im Radsport.

## Sportliche Laufbahn
1973 begann er im Verein KSI Budapest mit dem Radsport. 1980 wechselte er in den Verein Ferencváros Budapest, in dem er bis zum Ende seiner Laufbahn aktiv war. 1981 gewann er seine ersten nationalen Titel, als er bei den ungarischen Bahn-Meisterschaften im Sprint, im Tandemrennen und in der Einerverfolgung siegte. Im selben Jahr startete er erstmals bei den Bahnradsport-Weltmeisterschaften im Sprint. 2001 gewann er seinen 100. ungarischen Meistertitel. Bei seinen Einsätzen in den UCI-Bahn-Weltmeisterschaften war der 4. Platz im Tandemrennen (mit Béla Pintér) 1986 sein bestes Ergebnis.
Im Verlauf seiner Karriere gewann er in der Zeit von 1981 bis 2002 einundzwanzigmal den ungarischen Meistertitel im Sprint. Meister im 1000-Meter-Zeitfahren wurde er siebenmal, in der Mannschaftsverfolgung achtzehnmal, im Tandemrennen dreimal, im 200-Meter-Zeitfahren zweimal, im Punktefahren fünfmal, im Keirin siebenmal, im Scratch zweimal, im Omnium vierzehnmal, im Teamsprint elfmal und einmal im Kriterium auf der Straße. Insgesamt gewann er 109 ungarische Meistertitel. Mehrfach startete Pais bei den Rennen auf der Bahn in der Werner-Seelenbinder-Halle in Berlin und konnte dort auch einige Rennen im Punktefahren gewinnen. Von 1981 bis 2002 war er Mitglied der ungarischen Nationalmannschaft.

## Ehrungen
Pais wurde Radsportler des Jahres in Ungarn in den Jahren 1986, 1993 und 1995 bis 2002.